# Sanne Vloet
Sanne Vloet (Winterthur, 10 maart 1995) is een Nederlands model.

## Biografie

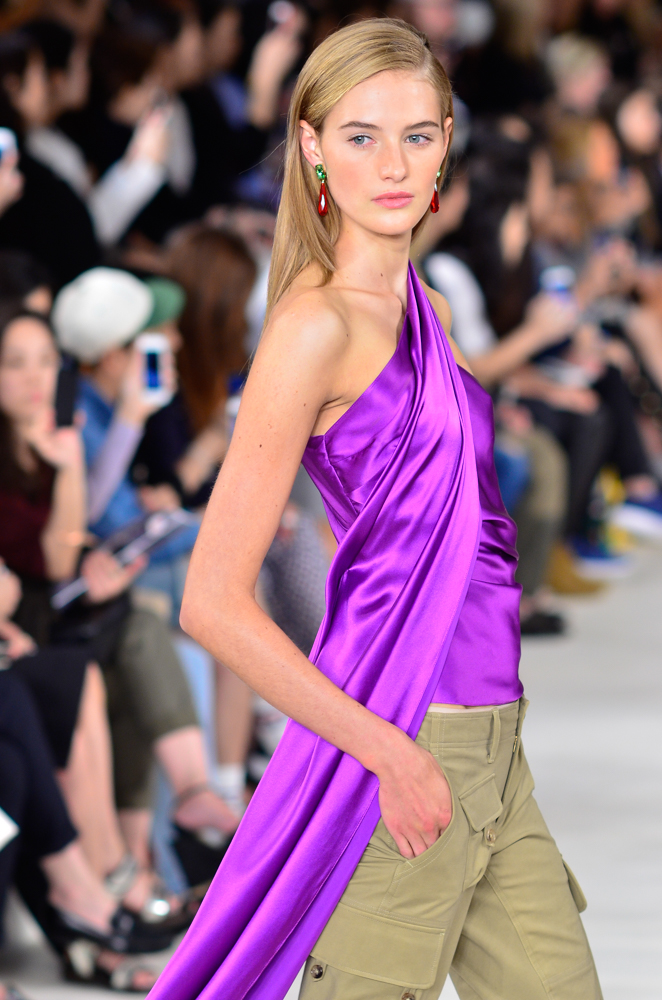
Vloet in 2014

Vloet werd in Zwitserland geboren, woonde tot haar zesde in Afrika en ging daarna met haar ouders en broertje naar Nederland. Op veertienjarige leeftijd werd ze tijdens een acrobatiekauditie in Holland's Got Talent opgemerkt door een modellenscout. Ze ging vanaf haar achttiende fulltime werken als fotomodel en liep sindsdien onder meer op internationale modeshows, waaronder voor merken als Chanel, Tom Ford en DKNY. Ze stond op de cover van het Nederlandse tijdschrift Elle en van het Zwitserse Faces. Vloet liep verder van 2015 tot en met 2017 de modeshows van Victoria's Secret.
Ze woonde een halfjaar in Parijs en verhuisde daarna naar New York.
Vloet trouwde op 20 juni 2023 met haar vriend en zakenpartner Max Ando.